# Österreichische Festungswerke an der Grenze zu Italien

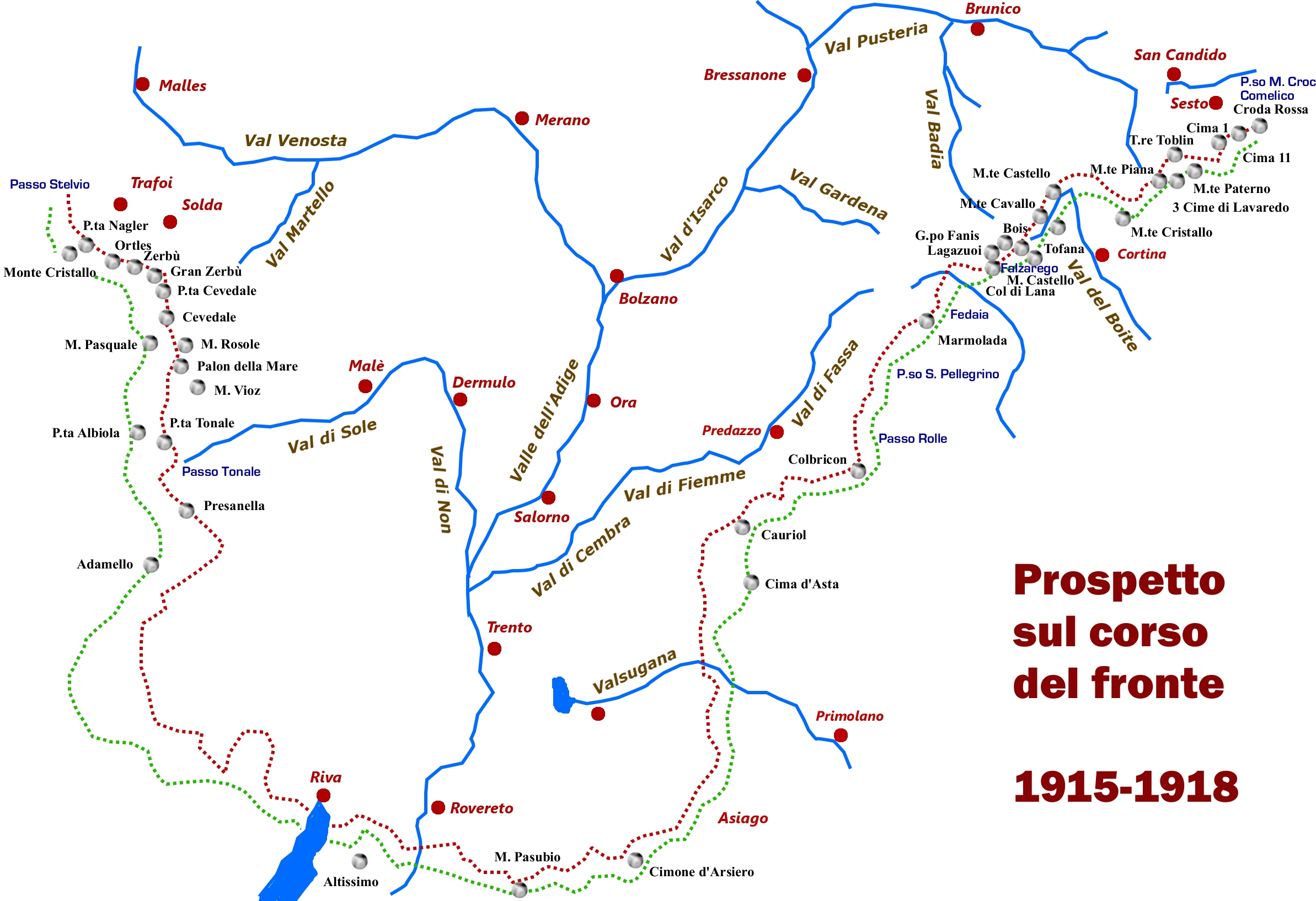
Befestigungslinie an der Grenze zu Italien. Rot: die von der Reichsgrenze zurückgenommene österreichische Frontlinie, grün: die italienische Frontlinie

Die meisten der im Süden der Donaumonarchie gelegenen österreichischen Festungswerke befinden sich (soweit noch vorhanden) an der 1914 geltenden Staatsgrenze zu Italien. Nach dem Verlust großer Gebiete im 19. Jahrhundert (Toskana, Venetien und der Lombardei), sah sich die k.u.k.-Monarchie gezwungen, diese Grenze und somit auch den noch verbliebenen Rest italienischsprachigen Gebiets durch eine Kette von Sperranlagen zu sichern, da man in den Dreibund-Partner Italien kein Vertrauen setzte. Obwohl die österreichische Militärverwaltung für ihre Sparsamkeit bekannt war, wurden doch im Laufe der Jahre eine große Anzahl von Verteidigungsbauten errichtet, was sich später als äußerst sinnvolle Maßnahme erweisen sollte. Die meisten Werke waren zwar 1914 bereits veraltet und ließen an Kampfkraft sehr zu wünschen übrig. Durch die nur zögerliche Vorgehensweise des italienischen Generalstabschefs Luigi Cadorna (man wollte zuerst die volle Operationsbereitschaft abwarten) erfüllten sie aber dennoch ihren Zweck.
Es handelte sich um mehrere Bauperioden, angefangen 1838/1840 mit den Werken Nauders und Franzensfeste, bis hin zum Werk Valmorbia, das bei Kriegsbeginn 1915 noch nicht fertiggestellt war.
Üblicherweise wurden in Österreich-Ungarn separierte Defensivbauten als Werk, Sperre oder Straßensperre, nicht jedoch als Fort bezeichnet. Dies galt auch, wenn sie in einem Festungsring platziert (Trient, Riva), jedoch nicht durch sogenannte Kommunikationen Laufgraben, gedeckter Weg, Poterne miteinander verbunden und nicht zur gegenseitigen Deckung durch Gewehrfeuer angelegt waren.

## Die Bauperioden
Die im Süden der Donaumonarchie errichteten Festungsbauten lassen sich in mehrere Perioden mit verschiedenen politischen Rahmenbedingungen und unterschiedlicher Bauausführung einteilen.

### Die Festungsbauten der 1830er und 1840er Jahre
Mit dem Wiener Kongress waren 1815 auch die Lombardei und Venetien an das Habsburgerreich gekommen, so dass die grenznahen Befestigungen in diesen Regionen erbaut wurden. Südtirol und das Trentino wiesen keine Grenzen zu Italien auf, dennoch wurden 1833 bis 1838 die Festung Franzensfeste zur Sicherung des Zentralraumes um Brixen erbaut, der Doss Trento in Trient 1848 bis 1859 befestigt und der Reschenpass durch die Straßensperre Nauders 1838 bis 1840 gesichert.

### Die Bauperiode von 1860 bis 1862/64
Nach dem Verlust der Lombardei 1859 durch den Sardinischen Krieg wurden an der neuen Grenze zwischen Gardasee und Schweizer Grenze 1860–62 die wichtigsten Pässe mit Sperren befestigt, außerdem Riva del Garda und die von dort nach Trient führende Straße kurz vor Trient.
Diese Festungswerke bestanden zumeist aus einem mächtigen, mehrere Geschosse aufragenden Block aus Natursteinmauerwerk, in dem auch die Geschütze hinter Mauerscharten standen. Angesichts der Einführung der gezogenen Geschütze und ihrer höheren Zerstörungskraft war diese Bauform eigentlich bereits veraltet, bot aber die Möglichkeit einer witterungsgeschützten Unterbringung der Geschütze, die gerade im Gebirge angeraten war. Auch nahm man an, dass der Gegner im Gebirge schwere Artillerie nur kaum in Stellung bringen könne.

### Die Bauperioden von 1870 bis 1873 und von 1878 bis 1884

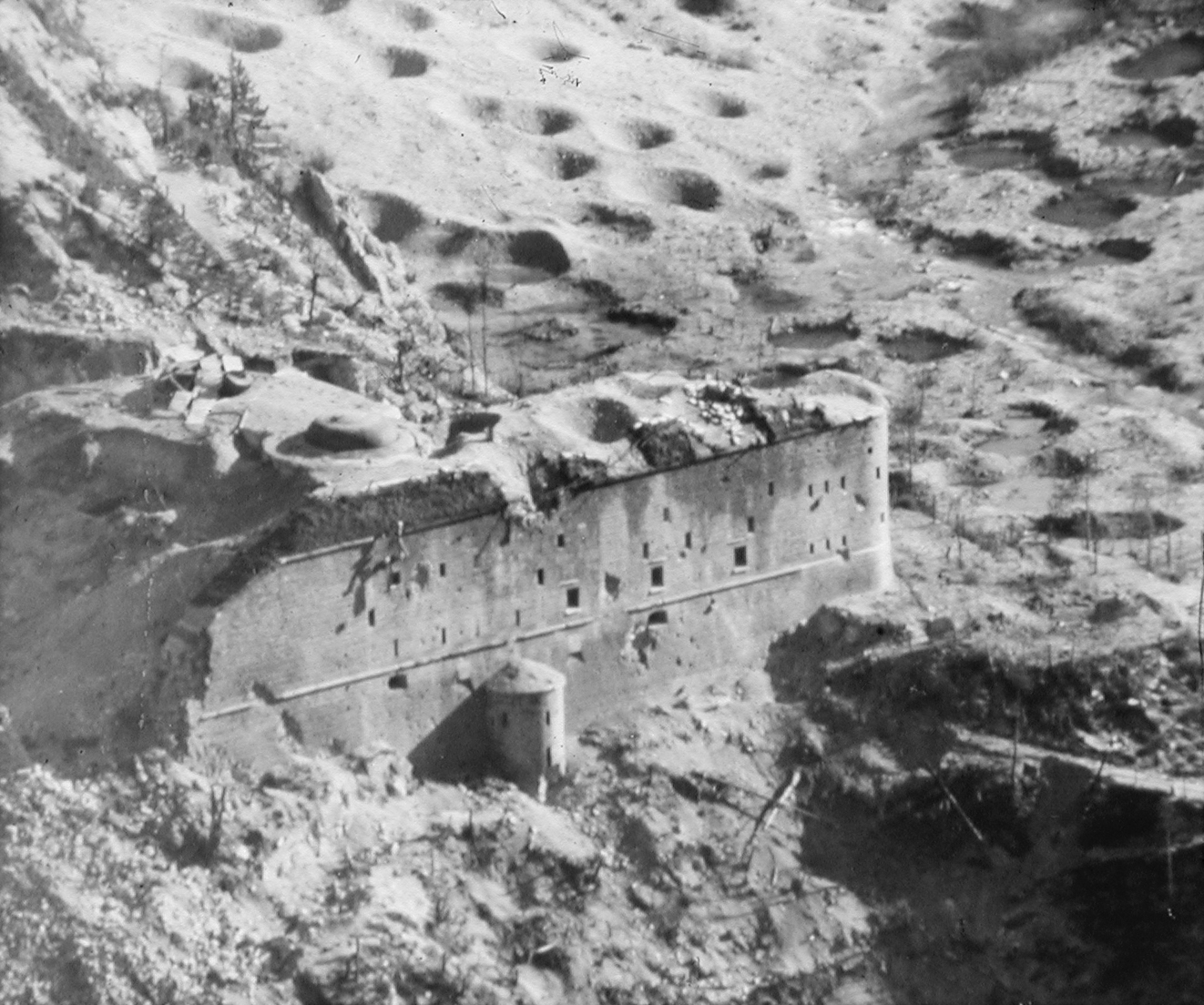
Fort Hensel nach italienischem Beschuss

Nur wenige Jahre später musste Österreich-Ungarn nach dem Krieg gegen Preußen und Italien 1866 auch Venetien an Italien abtreten, wodurch Südtirol und Trentino auch im Osten zu Grenzregionen wurden und die bis 1918/20 geltende Grenze zu Italien entstand. 1870 bis 1873 wurde daraufhin die Werkgruppe Civezzano im Osten von Trient zur Sperrung des Weges aus dem Brentatal errichtet, 1878 bis 1883 erfolgte der Ausbau Trients zur Gürtelfestung im sogenannten Trientiner Stil, womit eine relativ leichte und sparsame Bauweise gemeint war, die Geschütze standen in zumeist offenen Batterien. Zuletzt wurde im Werk San Rocco auch ein Gruson-Panzerturm für ein Paar Minimalschartenkanonen errichtet. Zwei baugleiche Panzertürme sowie vier Panzerkasematten wurden auch in der 1881 bis 1890 errichteten Festung Fort Hensel eingebaut, die das Kanaltal bei Malborgeth an der Südgrenze Kärntens sperrte. Ebenso wie die noch etwas weiter östlich im heutigen Slowenien gelegene Flitscher Klause deuten diese Bauten bereits in Richtung der nächsten Befestigungsperiode.

### Die Bauperiode „Vogl“ von 1884 bis 1900
Ab 1884 wurden zahlreiche neue Festungswerke nach relativ einheitlichem Schema errichtet, wobei die einzelnen Werke jedoch den Geländegegebenheiten individuell angepasst wurden. Diese Bauperiode wird oft nach ihrem Planer, Feldmarschall Julius Ritter von Vogl (1831 bis 1895) als „Periode Vogl“ bezeichnet.
Insbesondere die Dolomitenpässe und das Brentatal wurden nun erstmals mit zahlreichen dieser Einheitswerke befestigt, ferner auch der Predilpass im heutigen Slowenien. Zudem wurde die ältere Werkgruppe Lardaro durch das Werk Corno, die Festung Trient im Süden durch die Werke Romagnano und Mattarello und die Festung Riva vor allem durch die Mittelbatterie verstärkt. Auch das Fernkampfwerk Dossaccio wurde errichtet. Die Werke waren als kompakte Einheitswerke konzipiert, die in einem Block Bewaffnung und Unterkünfte vereinten. Sie waren überwiegend in Beton errichtet, wobei die Front meist mit Granitblöcken verkleidet wurde. Die Bewaffnung bestand aus meist drei oder vier 12-cm-Minimalschartenkanonen, die frontal hinter Panzerscharten standen, und zwei bis vier 15-cm-Panzermörsern in Panzerdrehkuppeln auf dem Dach. Umgeben wurden die Werke von einem Graben, der durch mehrere Koffer bestrichen werden konnte. Zur Nahverteidigung wurden zunächst 11-mm-Mitrailleusen, spätestens ab 1893 dann Maschinengewehre eingebaut. Durch die frontalen Kanonenscharten und die Mehrstöckigkeit hatten die Werke einen hohen Aufzug.

### Die letzte Bauperiode von 1905 bis 1915
In den Jahren vor dem Ersten Weltkrieg wurde die Festung Riva mit den Werken Garda und Tombio und die Werkgruppe Ladaro mit dem Werk Carriola verstärkt, der bisher mit nur einem alten Werk befestigte Tonalepass mit fünf Werken unterschiedlicher Größe zu einer Werkgruppe ausgebaut und insbesondere die Hochfläche von Folgaria und Lavarone mit sieben Werken neu befestigt, die die Charakteristika dieser letzten Bauperiode besonders deutlich zeigen.
Die Steigerung von Kaliber und Durchschlagskraft der Artillerie erzwang nach 1900 eine andere Konzeption der Festungswerke. Vor allem aber wurden Kasematten- und Batterieblöcke der Werke zunehmend getrennt und auseinandergezogen und zudem weitgehend versenkt. Als einheitliche Bewaffnung wurden nun 10-cm-Haubitzen in drehbaren Panzerkuppeln eingesetzt, die sowohl die Minimalschartenkanonen als auch die Panzermörser ersetzten. Ferner kamen zur Nahverteidigung zahlreiche Maschinengewehre in Panzerkuppeln zum Einsatz.
Ganz zuletzt wurde mit dem Bau kavernierter (unterirdisch) angelegter Werke begonnen.

## Gliederung
Als Rayons wurden im österreichisch-ungarischen Militärjargon auch die einzelnen Bezirke im Abwehrriegel der Grenze zu Italien bezeichnet. Anderweitig verstand man unter Rayon lediglich das Vorfeld von Festungen und Festungswerken.
Im Grunde existierten nur zwei Rayons, die in einzelne Subrayons bzw. Abschnitte unterteilt waren. Im Laufe des Krieges ging man jedoch mehr und mehr dazu über, die beiden letzteren Begriffe durch Rayons zu ersetzen.
Die Untergliederung der Rayons/Abschnitte lautete: Grenzabschnitt / Grenzunterabschnitt / Kampfabschnitt.

### Rayon Tirol

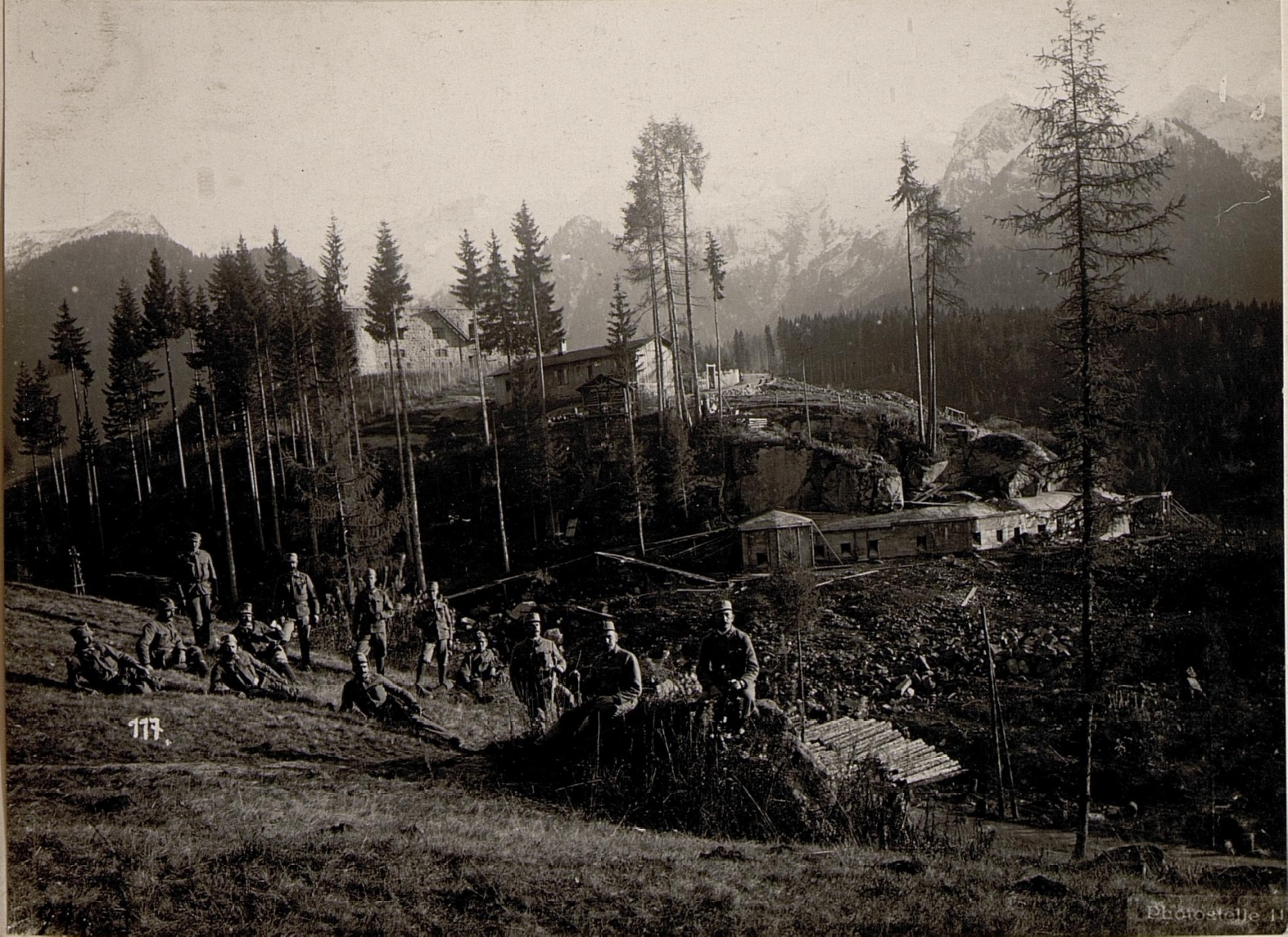
Werk Dosaccio während des Krieges

Der Rayon Tirol unterstand dem Landesverteidigungskommando Tirol und setzte sich zusammen aus:
- I. Subrayon

Grenzabschnitt 1 – Ortler mit den Sperren Straßensperre Gomagoi und Straßensperre Nauders
- II. Subrayon

Grenzabschnitt 2 – Tonale mit den Tonalepasssperren
- III. Subrayon

Grenzabschnitt 3 – Judikarien mit der Festung Riva
Grenzabschnitt 4 – Etschtalsperre mit der Festung Trient
Grenzabschnitt 5 – Folgaria/Lavarone mit den Festungswerken auf den Sieben Gemeinden
Grenzabschnitt 6 – Suganertal (Valsugana) mit den Außenwerken von Trient am Lago di Caldonazzo
- IV. Subrayon

Grenzabschnitt 7 – Kreuzspitz bis Lusiapass (Fleimstal)
Grenzabschnitt 8 – Lusiapass bis Monte Mesola mit den Werken Moena, Dossaccio und Albuso
- V. Subrayon

Grenzabschnitt 9 – Monte Mesola bis Gottrestal (Pustertal)
Grenzabschnitt 10 – Gottrestal bis Kärntner Grenze mit den Werke Haideck und Mitterberg

### Rayon Kärnten
Im Rayon Kärnten hießen die Subrayons Abschnitte. Er unterstand 1915 dem Kommando des Generals der Kavallerie Franz Rohr von Denta
- I. Abschnitt

Kreuzberg – Plöckenpass – Straningerspitze
- II. Abschnitt

Straningerspitze – Naßfeld – Schinour
- III. Abschnitt

Schinour – Predil – Rombon
- IV. Abschnitt

Rombon – Krn
Die Strecke von Krn bis zum Mittelmeer galt nicht als befestigt und wurde daher nicht in dieses Schema einbezogen.

## Rayon Tirol

### Sperre Stilfserjoch
Der Sperrgürtel beginnt im Westen mit der Straßensperre Gomagoi (erbaut 1860 bis 1862) zum Schutz der Straße vom Stilfserjoch in den Vinschgau und zum Reschenpass. (Subrayon I.)
In zweiter Linie liegt hier die Straßensperre Nauders (1838 bis 1840) – obwohl bereits hinter dem Reschen und somit schon in Nordtirol, sperrt das wegen seiner geografischen Lage nahezu unangreifbare Werk Nauders das Obere Inntal nach Norden und die Straße nach Landeck und Vorarlberg.

### Sperre Tonale
Im Süden der Ortlergruppe liegen östlich des Tonalepasses die Werke Strino (1860 bis 1862), Tonale (1907–10), Presanella (1910–12) Pejo (1908 bis 1910) und das Zwischenwerk Mero (1905 bis 1910/12) im Subrayon II. Aufgabe der Werke war die Sperre der Tonalepassstraße und der damit verbundene Schutz des Sulztals (Val di Sole) und des Etschtals. Bei einem Durchbruch wäre hier die Festung Trient im Rücken zu fassen gewesen.

### Sperre Lardaro
In Judikarien, südlich der Adamello-Presanella-Gruppe lag die Sperre Lardaro im Subrayon III mit den Werken Larino (1860 bis 1861), Danzolino (1860 bis 1862), Corno (1890 bis 1894) und Revegler (1860 bis 1862) direkt bei der Ortschaft Lardaro – südlich davon, bei der Ortschaft Pieve di Bono mit dem modernen Werk Carriola (1911 bis 1915). Die Sperre Lardaro sicherte das Valli Giudicarie (Judikarien) nach Norden sowie die Einmündung des Val Daone nach Osten.
Damit wurde der Rücken der Festung Riva, als auch die Flanke von Trient gedeckt.

### Festung Riva
Im Subrayon III gelegen, dienten die Werke der Festung Riva der Sicherung der Wege durch das Ampolatal und das Ledrotal (Valle di Ledro) nach Trient und in das Etschtal.
Riva verfügte über die folgenden Bauwerke:
- Batterie San Nicolo (1860 bis 1862)
- Mittelbatterie Monte Brione (1898 bis 1900)
- Nordbatterie Monte Brione (1860 bis 1862, 1911 bis 1915)
- Straßensperre Nago (1860 bis 1862)
- Werk Garda (1905 bis 1909)

der Sperrgruppe Ponale bestehend aus:
- Straßensperre Ponale (1904 bis 1918)
- Batterie Bellavista (1909)
- Defensionsmauer

Vorgeschobene Werke:
- Werk Tombio (1907 bis 1910)
- Stützpunkt Rocchetta
- Stützpunkt Pannone

### Festung Trient
Die Festung Trient lag im Subrayon III.
Nach Verlust der lombardischen und venetischen Festungen Mantua, Legnano, Verona und Peschiera – dem sogenannten Festungsviereck – im 19. Jahrhundert, gab es keinen Schutz mehr gegen einen Durchbruch durch das Etschtal in den Norden. Aus diesem Grunde musste Trient ausgebaut werden. Man errichtete eine Gürtelfestung – die Lage der Werke ermöglichte eine Rundumverteidigung –, die gleichzeitig als befestigtes Lager mit einer Besatzung von bis zu 20.000 Mann aller Waffengattungen dienen sollte.
Aus geografischer Sicht lag die Hauptbedrohung im Süden durch das Etschtal und im Südosten durch das Suganertal. Diese beiden Abschnitte waren stärker gesichert.

#### Die wichtigsten Werke
- Straßensperre Buco di Vela (1860 bis 1862)
- Batterie Doss di Sponde (1860 bis 1862)
- Werk Mattarello (1897 bis 1900)
- Candrai (1879 bis 1882)
- Mandolin
- Casara (1880 bis 1881)
- Martignano (1878 bis 1880)
- System Civezzano (1870 bis 1873)
- Celva (1915)
- Cimirlo (1881 bis 1882)
- Roncogno (1880 bis 1882)
- San Rocco (1880 bis 1884, 1902)
- Brussa ferro (1881 bis 1882)
- Doss Fornas (1882 bis 1883)

#### Außenwerke beiCaldonazzoundLevicoimVal Sugana
- Werk Tenna (1884)
- Werk Colle delle benne (1884)
- Ersatzwerk Busa Grande (als kavernierte Feldbefestigung, 1915)

Dazu kommen noch Dutzende kleinere Zwischenwerke, gepanzerte MG-Stände und betonierte Infanterie-Stützpunkte.

### Sperre Nonstal
Sie bestand aus der großen Straßensperre Rocchetta (1860–64) und sicherte nördlich von Mezzolombardo (Welschmetz) im Nonstal – gelegentlich auch Nontal genannt – (Val di Non) gegen das Val di Sole (falls hier ein Durchbruch über den Tonalepass gelungen wäre). Sie lag ebenfalls im Subrayon III.

### Etsch-Arsa-Sperre
Sie bestand nur aus dem unfertigen Werk Valmorbia (1912 bis 1915, auf italienischen Karten auch als „ex Forte Pozzacchio“ bezeichnet) im Arsatal (Vallarsa), das aber in nicht unerheblichem Maße in die Kampfhandlungen verwickelt war.
Weitere Projekte (Werke Mattassone / Coni Zugna / Pasubio / Cornale und Vignola) kamen über die Planungsphase nicht hinaus. Subrayon III.

### Werkgruppen Lavarone / Folgaria

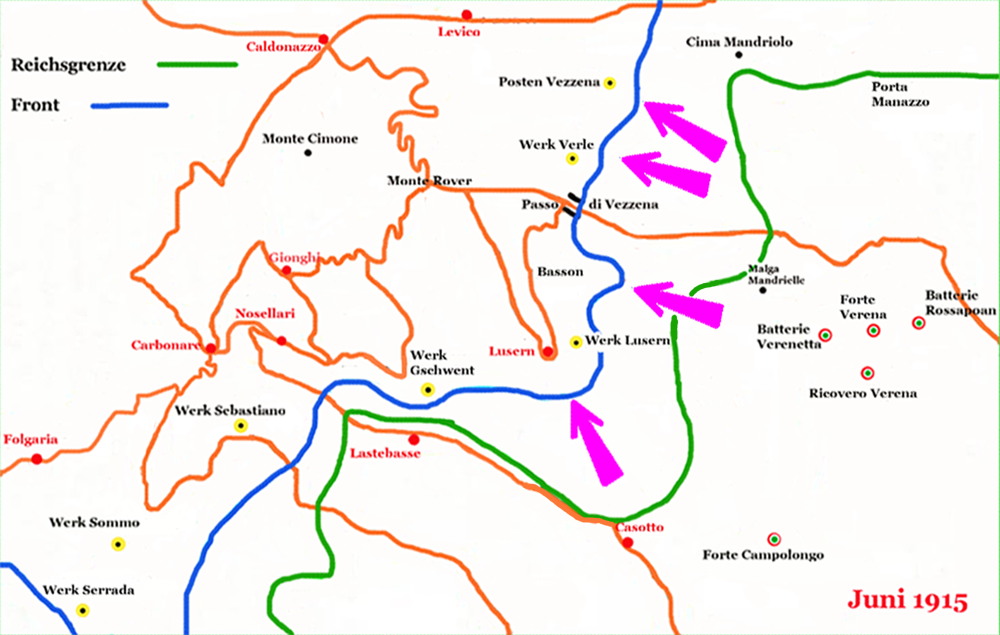
Die Werke der Sperrgruppe Lavarone / Folgaria

Die Werke (Forts) der Sperrgruppe Lavarone/Folgaria wurden zwischen 1907 und 1913 und somit nur wenige Jahre vor dem Ersten Weltkrieg erbaut und gehörten zu den modernsten Festungswerken Österreich-Ungarns. Unabhängig von seiner tatsächlichen Lage wurde dieser Riegel von der Österreichisch-Ungarischen Militäradministratur als Sperrgruppe auf der Hochfläche der Sieben Gemeinden bezeichnet und hatte die Aufgabe, innerhalb des Subrayons III Angriffe über die Hochfläche der Sieben Gemeinden, Lusern und durch das Asticotal, gegen Trient, Rovereto und das obere Suganertal (Val Sugana) mit dem Caldonazzosee abzuwehren. Sie lagen vor der Linie der älteren Werke (Tenna, Colle delle benne, Mattarello und Romagnano) aus der „Bauperiode Vogl“. Der Riegel bestand aus sieben Werken bereits modernerer Bauart und war aufgegliedert in die beiden Gruppen Folgaria und Lavarone. Er zieht sich von Nordosten (Posten Vezzena) nach Südwesten (Werk Serrada) hin und liegt rund 20 km südöstlich von Trient an der Grenze zur Provinz Vicenza.
Gruppe Lavarone (Lafraun)

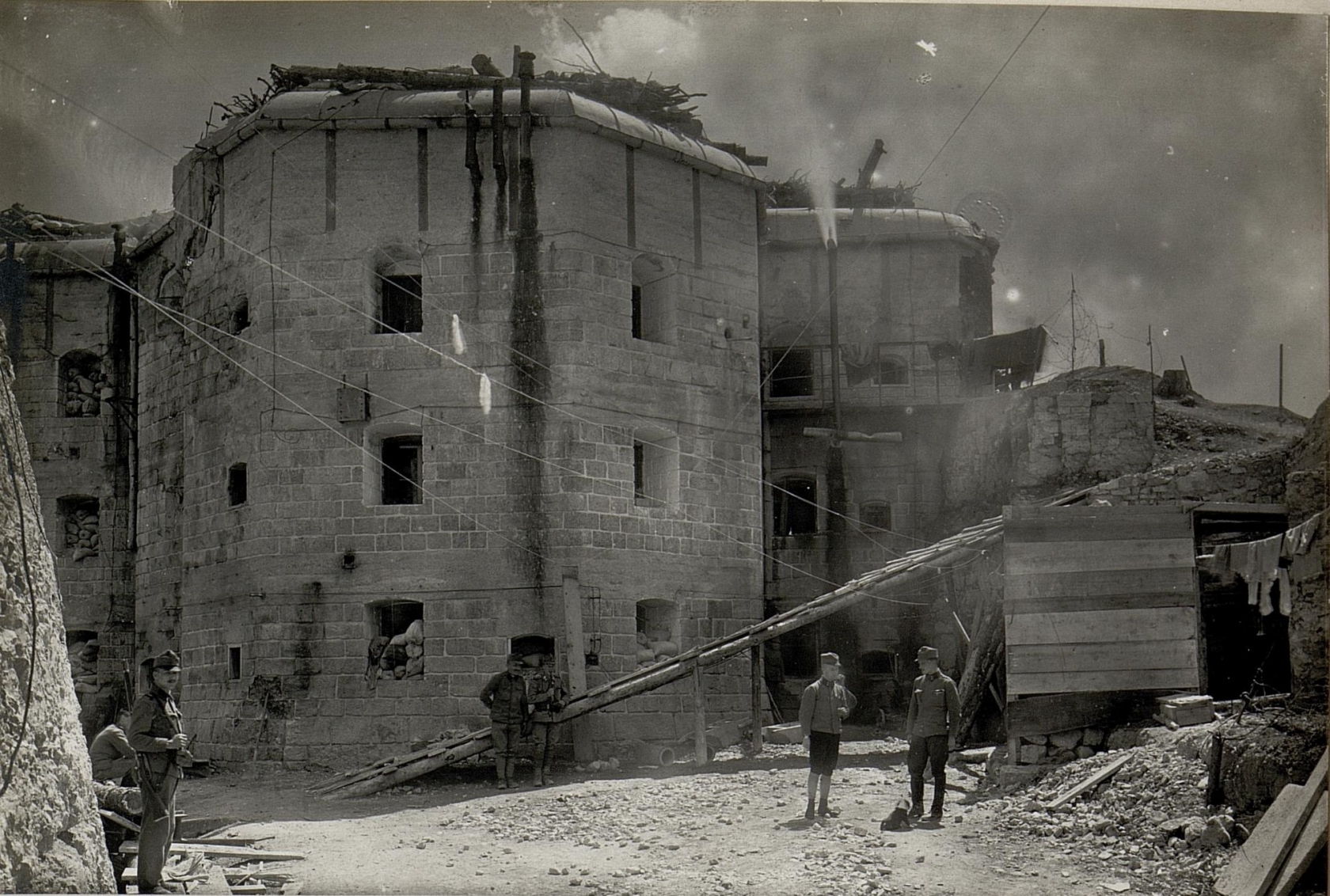
Werk „Gschwendt“. Aufgenommen im Mai 1916

- Werk Gschwent (it. Forte Belvedere, 1909 bis 1912)
- Werk Lusern (it. Campo di Luserna, 1907 bis 1910)
- Werk Verle (it. Forte di Busa di Verle, 1907 bis 1911)
- Posten Vezzena (it. Forte Vezzena, 1907 bis 1912)

Gruppe Folgaria (Vielgereuth)
- Werk Serrada (auch Dosso del Sommo, 1912 bis 1915)
- Zwischenwerk Sommo (it. Sommo alto, 1912 bis 1915)
- Werk Sebastiano (auch San Sebastiano / ursprünglich Werk Cherle, 1909 bis 1913)

### Rollepasssperre
Die Sperre Paneveggio mit den Werken Dossaccio (1889 bis 1892, 1912) und Albuso (1889 bis 1892, 1912) liegt im Rayon IV und sperrte den Rollepass, das Travognolotal und den Übergang vom Fassa- in das Fleimstal.
Weiter hinten im Pellegrinotal befand sich noch die Sperre Moena (1897 bis 1899), die aber zu weit zurücklag und nicht bekämpft wurde. Subrayon IV.

### Sperre Buchensteintal
Die Sperre Buchensteintal lag im Rayon V und bestand nur aus dem alten Werk la Corte (1897 bis 1900) und der Straßensperre Ruaz (1897 bis 1900).
Sie sperrten den Weg von Alleghe nach Canazei und das Pordoijoch sowie in das Corvaratal über den Campolongopass.
Unterhalb (südwestlich) des Col di Lana gelegen. Subrayon V.

### Sperre Valparolapass
Das Sperrwerk Tre Sassi (eigentlich Tra i Sassi, 1897 bis 1900) sperrte den Zugang zum St.-Kassian-Tal und zum Abteital. Es liegt im Subrayon V nördlich dem Hexenstein, unterhalb des Kleinen Lagazuoi (Piccolo Lagazuoi).

### Sperrgruppe Ampezzo
Die Sperrgruppe Ampezzo im Subrayon V bestand aus dem Werk Plätzwiese (1889 bis 1894) am Strudelkopfsattel unterhalb der Strudelkopfe (2308 m) zur Sicherung des Stollatals und, über den Strudelkopfe hinweg, des Landrotals – sowie dem Werk Landro (1884 bis 1892) im Landrotal, das hier die Sicherung der Straße von der (von den Österreichern aufgegebenen) Ortschaft Cortina d’Ampezzo durchs Höhlensteintal nach Toblach und in das Pustertal zu übernehmen hatte. Subrayon V.

### Sperre Sexten
Die beiden alten Werke Haideck (1884 bis 1889) und Mitterberg (1884 bis 1889) sicherten Sexten und gegen den Kreuzbergsattel. Subrayon V.

## Rayon Kärnten

### Sperre Malborgeth
Die „Sperre Malborgeth“ bestand nur aus dem Fort Hensel „A“ (1881 bis 1884) und „B“ (1881 bis 1890) bei der Ortschaft Malborgeth im Kanaltal. Sie sperrte das Kanaltal mit der Straße von Pontafel nach Tarvis und Villach in Kärnten. Subrayon I.
„Fort Hensel“ wird ausnahmsweise nicht als Werk, sondern als Fort bezeichnet, weil es nach einer Persönlichkeit und nicht wie üblich, nach einer Örtlichkeit benannt ist. Der Name steht für Hauptmann Friedrich Hensel, der 1809 hier im Kampf gegen Napoleon gefallen ist.

### Sperre Predilsattel

Befestigung auf dem Predil

Im Seebachtal sperrten die Werke Paßsperre Predil / Batterie Predilsattel (1897 bis 1899) und Raibl (1885 bis 1887, auch Seewerk Raibl, Werk Raiblsee oder Seebachtalsperre bei Raibl genannt) den Zugang durch das Seebachtal und den Predilpass nach Kärnten.
Kurz nach dem Werk direkt am Predilpass befand sich auf Krainer Seite zudem das Werk Oberbreth / Depot Predil (1850).

### Komplex Fort Hermann (1897 bis 1900) / Flitscher Klause (1880 bis 1882)
Zwillingswerke oberhalb von Flitsch verhinderten den Durchbruch aus dem Isonzotal über das Koritnicatal gegen den Predilpass nach Kärnten und Krain.
Ebenfalls wird „Fort Hermann“ nicht als Werk, sondern als Fort bezeichnet. Der Name steht für den Hauptmann Johann Hermann von Hermannsdorf, der 1809 im Kampf gegen Napoleon hier gefallen ist.
Beide Anlagen liegen heute auf dem Gebiet Sloweniens.

## Franzensfeste
Die Franzensfeste war ein großes zweiteiliges Festungswerk am Übergang vom Wipptal ins Eisacktal (Gemeinde Franzensfeste); sie sperrte die Brennerstraße nach Norden und war nie in Kampfhandlungen verwickelt.
Die Franzensfeste gehörte nicht zum eigentlichen Sperrgürtel.